# Pseudoveleronia
Pseudoveleronia is een geslacht van kreeftachtigen uit de klasse van de Malacostraca (hogere kreeftachtigen).

## Soort
- Pseudoveleronia laevifrons (Holthuis, 1951)